# Derek Sherinian
Derek Sherinian (Laguna Beach, California, 25 de agosto de 1966) es un músico estadounidense de rock. Sherinian comenzó tocando el piano de su familia a la corta edad de 5 años y durante sus años en la escuela secundaria se le ofreció una beca en la prestigiosa Escuela de Música de Berklee en Boston. Durante esa estancia coincidió con Will Calhoun batería de Living Colour y con el guitarrista Al Pitrelli.

## Carrera musical

### Inicios
Al finalizar su tercer trimestre en Berklee se inició en su carrera musical gracias al baterista de la banda Jimi Hendrix's Band of Gypsies que estaba buscando a músicos para tocar en clubes de R&B a lo largo de Estados Unidos y tras una audición concluyó que Derek era lo que estaban buscando. 

### Con Cooper
En 1989 su antiguo compañero Al Pitrelli por aquellos tiempos director musical de Alice Cooper le llamaría para que se uniera a la banda de Cooper, con quién realizaría más de 250 conciertos del álbum multiplatino Trash.

### Con Kiss
En 1991 coincidiendo con la gira de Hey Stoopid el por entonces baterista del grupo Eric Singer fue contratado por la mítica banda Kiss. Este hecho no sería más que una anécdota si no fuera porque Eric se acordó de Sherinian cuando surgió la necesidad de un teclista para la gira que Kiss realizaría del álbum "Revenge". Durante esa gira se grabó "Alive III" el que sería su primer álbum con la banda y su primer gran éxito como teclista.

### Con Dream Theater
Al terminar la gira Sherinian ponderó cambiar los teclados por la guitarra y estuvo tocando durante un año entero y consiguió un buen nivel en el manejo del instrumento. Pero justamente por esas fechas Dream Theater andaba buscando teclista por la marcha de Kevin Moore así que se presentó a las audiciones y fue contratado. El nombramiento de Sherinian como teclista de Dream Theater coincide con el inicio de la gira del disco Awake en octubre de 1994. El hecho de estar por primera vez en una banda de metal progresivo es un hecho nuevo para Sherinian, ya que el tipo de música que él había tocado anteriormente difería bastante de esta modalidad.
Después de cuatro años, en los cuales grabó A Change Of Seasons (1995) y Falling Into Infinity (1997) y dos giras mundiales que comprenden más de 200 conciertos, es desvinculado del grupo ya que Dream Theater contrata a Jordan Rudess como nuevo teclista.

### Carrera solista y otros proyectos
Tras su salida de Dream Theater, el año 1999 decide empezar su carrera en solitario, con el apoyo de la compañía Magna Carta Records y junto al baterista australiano Virgil Donati sale a la venta su primer álbum titulado Planet X. Sherinian y Donati deciden expandir su registro musical contratando al guitarrista Tony MacAlpine y creando el grupo Planet X con el que sacaron los discos Universe, MoonBabies y Quantum donde en reemplazo de MacAlpine tocan Brett Garsed y Allan Holdsworth.
A partir de entonces Sherinian combinó sus actuaciones con Planet X con discos en solitario repletos de colaboraciones estelares como son las del legendario baterista Simon Phillips, los guitarristas Steve Lukather y Zakk Wylde, el violinista Jerry Goodman y demás artistas de renombre.
Fue músico de tour de Billy Idol y a su vez, junto con Mike Portnoy el 2017, tras dos décadas sin grabar música juntos desde su salida de Dream Theater, crearon la banda Sons of Apollo, la cual estuvo compuesta por Billy Sheehan en bajo (Mr. Big, Steve Vai, quien ya había colaborado en el disco Moonbabies de Planet x) Jeff Scott Soto en las voces (Talisman, Journey, Yngwie Malmsteen) y Ron "Bumblefoot" Thal en guitarras (Guns N' Roses, Asia).  
Actualmente forma parte del grupo Black Country Communion junto con Joe Bonamassa en guitarras, Glenn Hughes en bajo y Jason Bonham en batería y, tras la disolución de Sons of Apollo el 2023, junto con Ron "Bumblefoot" Thal crearon la banda llamada Whom Gods Destroy que incluye a Dino Jelusić en voces, Bruno Valverde en batería y Yas Nomura en el bajo.

## Discografía

### ConKiss
- 1993: Alive III

### ConAlice Cooper
- 1994: The Last Temptation
- 1996: Classicks

### ConDream Theater
- 1995: A Change of Seasons
- 1997: Falling Into Infinity
- 1998: Once in a LIVEtime

### ConPlanet X
- 2000: Universe
- 2002: Live from Oz
- 2002: MoonBabies
- 2007: Quantum

### ConBlack Country Communion
- 2010: Black Country Communion
- 2011: Black Country Communion 2
- 2012: Afterglow
- 2017  BCCIV
- 2024 BCCV

### ConSons of Apollo
- 2017: Psychotic Symphony
- 2019: Live with the Plovdiv Psychotic Symphony
- 2020: MMXX

### En solitario
- 1999: Planet X
- 2001: Inertia
- 2003: Black Utopia
- 2004: Mythology
- 2006: Blood of the Snake
- 2009: Molecular Heinosity
- 2011: Oceana
- 2020: The Phoenix
- 2022: Vortex
- 2023: Sherinian/Philips Live

### Otros
- Gilrock Ranch Brad Gillis (1993)
- Odd Man Out Pat Torpey (1997)
- When Pus Comes To Shove Platypus (1999)
- Ice Cycles Platypus (2000)
- Jughead Jughead (2002)
- Attack!! Yngwie Malmsteen (2002)
- Relocator Relocator (2010)
- Voy A Por Ti Emboque (2010)
- Last Goodbye STR8 (2022)
- Condena Fatal Darío Imaz (2023)

- Datos: Q335598
- Multimedia: Derek Sherinian / Q335598